# Terra Nova (Bahía)
Terra Nova es un municipio brasileño del estado de Bahía. Se localiza a una latitud 12º23'30" sur y a una longitud 38º37'30" oeste. Su población estimada en 2004 era de 13.202 habitantes.
Posee un área de 157,345 km². 
La ciudad posee un estadio llamado Estadio Luiz Eduardo Magalhães. Y en el período de 2004 / 2005 fue la ciudad que albergó el Ipitanga , equipo de la segunda división del Campeonato Bahiano .